# Yoo Chae-yeong
Dans ce nom coréen, le nom de famille, Yoo, précède le nom personnel.
Pour les articles homonymes, voir Yoo.
Yoo Chae-yeong (coréen : 유채영), nom de scène de Kim Soo-jin (coréen : 김수진), née le 22 septembre 1973 à Anyang et morte le 24 juillet 2014 à Séoul, est une chanteuse, actrice et animatrice de radio sud-coréenne.

## Biographie
Elle fait ses débuts dans le divertissement à 17 ans au sein du groupe Punsudeul ("Idiots") en 1989, alors qu'elle est encore au lycée.
En 1994, sous le nom de scène Yoo Chae-yeong, elle devient l'un des membres originaux du groupe K-pop Cool. Elle attire l'attention avec la tête rasée. Yoo quitte Cool un an plus tard, devenant la moitié du duo US en 1995.
Elle se lance dans une carrière de chanteuse solo en 1996. Sa chanson Emotion, sortie en 1999, contribue à diffuser la musique techno en Corée du Sud.
En tant qu'actrice, Yoo tient des rôles de figuration dans des films et des séries télévisées, notamment dans le film comique Sex Is Zero (2002) et sa suite Sex Is Zero 2 (2007).
Elle est également une animatrice de radio dans l'émission Good Weekend de MBC, Good Weekend, It's Kim Kyung-sik and Yoo Chae-yeong, connue pour son esprit vif et son humour autodérision.
Elle se marie le 28 septembre 2008 avec son petit ami depuis 1998, Kim Joo Hwan, un homme d'affaires.
En 2009, après près d'une décennie d'absence de la scène musicale, elle sort un nouveau single intitulé Another Decade.
Yoo est diagnostiquée en octobre 2013 d'un cancer à la phase finale, elle se rétablit d'abord complètement grâce à la chirurgie et à la chimiothérapie et poursuit le métier d'animatrice. Elle meurt le 24 juillet 2014 d'un cancer de l'estomac à l'âge de 40 ans.

## Discographie
Albums
1. Poonsoo II (1990), avec Punsudeul
2. The K;ul  (1994), avec Cool
3. The Us Rage To See The Day We Rule! (1995), avec US
4. 쾌속(快速) (1996)
5. Emotion (1999)
6. A Secret Diary (2001)
7. Another Decade (2009)

## Filmographie
Cinéma
- Whistling Princess (2002)
- Sex Is Zero (2002)
- Who Slept with Her? (2006)
- Sex Is Zero 2 (2007)

Télévision
- First Love of a Royal Prince (MBC, 2004)
- Marrying a Millionaire (SBS, 2005–2006)
- My Cup (tvN, 2008)
- The Slave Hunters (KBS2, 2010) (caméo)
- Coffee House (SBS, 2010) (caméo)
- Twinkle Twinkle (MBC, 2011) (caméo)
- Brain (KBS2, 2011) (caméo)
- Fashion King (SBS, 2012)
- The Fugitive of Joseon (KBS2, 2013)
- Rollercoaster – Season 3  (tvN, 2013)